# 空氣人形
《空氣人形》（日語：空気人形），是一部日本電影，由业田良家的同名漫画改编、是枝裕和執導。故事讲述一中年男子和与他赖以解决欲望的充气娃娃一起生活，不想有一天，充气娃娃突然活了起来，“心”中产生各种各样感情，并作为“人”而开心地体验生活，甚至跑上街头爱上录影带店员，但是她也必须面对气消了生命就将消失的宿命。

## 演員
- 裴斗娜：充氣娃娃，望
- ARATA：影片出租店店員，純一
- 板尾創路：充氣娃娃的主人，秀雄
- 高橋昌也：老人，敬一
- 余貴美子：櫃員，佳子
- 岩松了：影片出租店店員，鮫洲
- 星野真里：過食症者，美希
- 丸山智己：真治
- 奈良木未羽：萌
- 柄本佑：落榜生，透
- 寺島進：派出所員警，轟
- 山中崇：家庭餐廳店長
- 裴ジョンミョン：清潔員
- 櫻井聖：巴士乘客
- 小田切讓：人偶師，園田
- 富司純子：寡婦，千代子

## 相關電影
- 日本電影列表

## 外部連結
- 香港電影(Hong Kong Movie, LLC.)網站 （页面存档备份，存于）
- Yahoo奇摩電影上《空氣人形》的資料（繁體中文）
- 開眼電影網上《空氣人形》的資料（繁體中文）
- 豆瓣电影上《空氣人形》的資料 （简体中文）